# Dariusz Kuć
Dariusz Kuć (ur. 24 kwietnia 1986 w Krakowie) – polski lekkoatleta, wicemistrz Europy w sztafecie 4 x 100, wicemistrz Świata juniorów młodszych w sztafecie szwedzkiej,rekordzista polski w biegu na 100m - hala 

## Życiorys
Olimpijczyk z Pekinu (2008) i Londynu (2012). Absolwent Liceum Ogólnokształcącego w Centrum Edukacyjnym "Radosna Nowina 2000" w Piekarach.Ukończył studia licencjackie na krakowskiej AWF - kierunek Wychowanie Fizyczne. Studia magisterskie na kierunku wychowanie fizyczne ukonczył na Uniwersytecie Kazimierza wielkiego w Bydgoszczy.  Obecnie mieszka w Białych Błotach. Reprezentował Polskę podczas igrzysk olimpijskich w Pekinie (2008) i w Londynie (2012)– odpadł w ćwierćfinale biegu na 100 m.W 2011 roku przeprowadził się z Krakowa do Bydgoszczy by reprezentować tamtejszego Zawisze.
Wieloletnim trenerem Dariusza Kucia był Piotr Bora.

## Największe sukcesy
- Mistrz Polski Młodzików na 100 m (2001)
- Mistrz Polski Juniorów Młodszych na 100 m (2002)
- Srebrny medalista Mistrzostw Świata Juniorów Młodszych w sztafecie szwedzkiej (2003)
- Halowy Mistrz Polski Juniorów Młodszych na 60 m (2003)
- Srebrny Medalista Mistrzostw Polski Juniorów na 100 m (2004)
- Mistrz Polski Juniorów na 100 m w 2005 i na 200 m w 2004
- Halowy Mistrz Polski Juniorów na 60 m i 200 m (2005 i 2006)
- Brązowy Medalista Mistrzostw Polski na 100 m (2005) i na 200 m (2006)
- Wicemistrz Europy w sztafecie 4 x 100 m (Göteborg 2006)
- Półfinalista Halowych Mistrzostw Świata na 60 m (2006)
- Mistrz Polski na 100 m w 2006, 2008, 2009 i 2012; w 2009 zdobył również złoty medal na 200 m
- Halowy Mistrz Polski w biegu na 60 m (2006, 2009, 2012 i 2014)
- Brązowy Medalista Halowych Mistrzostw Polski na 60 m (2007)
- 2. miejsce w superlidze PE w sztafecie 4 x 100 m (Annecy 2008)
- Akademicki wicemistrz świata z Belgradu (2009) w sztafecie 4 x 100 m (39,33)
- 6. miejsce podczas Halowych Mistrzostw Europy (Bieg na 60 m, Turyn 2009)

## Rekordy życiowe

### na stadionie
- Bieg na 100 m
  - seniorzy – 10,15 s. (3. wynik w historii polskiego sprintu)[2] – 12 czerwca 2011, Kraków
  - młodzieżowcy – 10,17 s. (rekord Polski) – 27 maja 2006, Biała Podlaska
  - juniorzy młodsi – 10,54 s. (do 2016 rekord Polski) – 7 czerwca 2003, Kraków
- Bieg na 200 m
  - 20,59 s. (8. wynik w historii polskiego sprintu)[2] – 17 czerwca 2012, Bielsko-Biała
  - 20,46 s. (z wiatrem +2,3 m/s)[2] – 2 sierpnia 2009, Bydgoszcz

### w hali
- Bieg na 60 m – 6,58 s. – 7 marca 2014, Sopot
- Bieg na 100 m – 10,32 s. (rekord Polski)
- Bieg na 200 m – 21,11 s. – 21 stycznia 2006, Luksemburg